# Radio del Pueblo
Radio del Pueblo es una estación de radio argentina que transmite desde Buenos Aires.
No guarda relación alguna con la desaparecida Radio Del Pueblo AM 1350, en cuya licencia transmite Radio Buenos Aires.

## Programación
Actualmente tiene al aire una grilla que se compone de programas de interés específico, periodísticos, de interés general y musicales. Además cuenta con segmentos de música programada.